# Mahaveli Ganga
Mahaveli Ganga (syng. Mahavali(ganga), tamil. Makaveli(kankai), ang. Mahaweli Ganga) – najdłuższa rzeka Sri Lanki, w środkowej i wschodniej części kraju. Długość 335 km. Źródła na Płaskowyżu Centralnym, na wyżynie koło Góry Adama. Uchodzi do zatoki Koddijar nieopodal miasta Trikunamalaja. W górnym biegu liczne wodospady, w środkowym – duży zbiornik retencyjny. Od czasów starożytnych wyzyskiwana do nawadniania upraw.
Główne miasto nad rzeką – Kandy.